# Бари Лансет
Бари Лансет (на английски: Barry Lancet) е американски писател на произведения в жанра трилър и криминален роман.

## Биография и творчество
Бари Лансет е роден в Синсинати, Охайо, САЩ. Има брат, който е жудожник.
Завършва Калифорнийския университет в Лос Анджелис и Калифорнийския университет в Бъркли. От ранна възраст желае да живее в чужбина. Посещава Лондон и Париж, но най-много го впечатлява Япония. Пет години след посещението му в Япония се завръща и установява там. Работи като редактор за японското издателство „Kodansha International“. Отговаря за превода на японската култура на други езици, изучава японски език и постига много напреднали познания за японското общество и цивилизация. Заедно с работата си започва да пише и създава първия си ръкопис в продължение на 7 години.
Първият му роман „Антикварят от японския квартал“ от поредицата „Джим Броуди“ е издаден през 2013 г. Главният герой Джим Броуди е двуезичен съсобственик на детективската агенция „Броуди Инвестмънтс“, основана от баща му в Токио, и собственик на японска галерия за изкуство и антики в Сан Франциско. Той разследва убийство на цяло семейство в Сан Франциско, в което открива връзка със смъртта на съпругата си преди години. А неговата дъщеря също е в прицела на убиеца. Книгата е удостоена през 2014 г. с наградата „Бари“ за най-добър първи роман.
Бари Лансет живее със семейството си в Токио, Япония.

## Произведения

### Серия „Джим Броуди“ (Jim Brodie)
1. Japantown (2013) – награда „Бари“ за дебютен криминален роман
Антикварят от японския квартал, изд.: ИК „Бард“, София (2013), прев. Венцислав Божилов
2. Tokyo Kill (2014)
3. Pacific Burn (2016)
4. The Spy Across the Table (2017)